# 三次東ジャンクション
三次東ジャンクション（みよしひがしジャンクション）は、広島県三次市四拾貫町（しじっかんまち）にある中国自動車道、尾道自動車道、松江自動車道のジャンクションである。中国道と松江道・尾道道との連絡路には一般道に接続するインターチェンジ（三次東インターチェンジ）が設置されている。ランプウェイの一部は、三次市和知町にも跨る。

## 概要
中国縦貫自動車道（中国道）と中国横断自動車道尾道松江線（尾道道・松江道）の結節点となるジャンクションである。
尾道松江線は中国横断自動車道の4ルートの中で唯一、中国道と重複せず本線同士が直交するルートとなっており、中国道側からトランペット型で分岐するランプが合流して連絡路となって、連絡路が尾道道・松江道側にダイヤモンド型で接続する複合型構造となっている。三次東JCTを挟む尾道道・松江道の尾道TB - 三刀屋木次IC間は新直轄方式で建設される無料区間であるため、連絡路の中国道寄りに料金所が設けられている（後述）。
インターチェンジは連絡路と広島県道434号和知三次線の交差する箇所に地域活性化インターチェンジとして建設されたもので、ダイヤモンド型の構造となっている。料金所は後述の連絡路上に設けられた料金所を使用することになる。

## 沿革
- 2006年（平成18年）9月21日 : 中国横断自動車道に接続する地域活性化インターチェンジとしてジャンクションと同じ位置にインターチェンジ設置の施行命令がおりる（当時の仮称は三次IC）[3]。
- 2012年（平成24年）12月27日 : 中国地方整備局および西日本高速道路から正式名称が「三次東ジャンクション」となったことが発表（仮称は、三次JCT）[4]。
- 2013年（平成25年）3月30日 : 松江自動車道 三次東JCT - 吉田掛合IC間開通に伴い供用開始[2]。
- 2014年（平成26年）3月30日 : 尾道自動車道 吉舎IC - 三次東JCT間開通[1]。

## 道路
- E2A 中国自動車道（21-1番）
- E54 尾道自動車道[1]
- E54 松江自動車道（1番）

## 接続する道路
- 広島県道434号和知三次線

## 三次東料金所
三次東JCTのランプ合流点に設けられる本線料金所である。中国自動車道の料金を精算するための施設として西日本高速道路株式会社が、設置・管理している。

### 中国道方面
- ブース数 : 2
  - ETC専用 : 1
  - ETC/一般 : 1

### 三次市街・尾道・松江方面
- ブース数 : 2
  - ETC専用 : 1
  - ETC/一般 : 1

## 隣
E2A 中国自動車道
(21) 庄原IC - 七塚原SA - 和知BS - (21-1/1) 三次東IC/JCT - (22) 三次IC
E54 尾道自動車道
(5) 三良坂IC - (21-1/1) 三次東IC/JCT
E54 松江自動車道
(21-1/1) 三次東IC/JCT - (2) 口和IC

## 周辺
- セブンイレブン三次和知店
- JR芸備線 下和知駅